# Aichelberg, Göppingen
Aichelberg (Landkreis Göppingen) este o comună din landul Baden-Württemberg, Germania.